# Si seulement je pouvais hiberner
Pour plus de détails, voir Fiche technique et Distribution.
Si seulement je pouvais hiberner (mongol : Баавгай болохсон, Baavgai Bolohson) est un film mongol de 2023, premier long métrage de la réalisatrice Zoljargal Purevdash (en).

## Synopsis
Ulzii, un adolescent vivant avec sa mère et ses frères et sœur dans le quartier des yourtes à Oulan-Bator, la capitale de la Mongolie, a l'opportunité de participer à un concours de physique qui lui permettrait d'obtenir une bourse et de quitter son milieu défavorisé. Mais comment réussir quand il doit subvenir aux besoins de sa famille en plein cœur de l'hiver après que sa mère est repartie à la campagne pour trouver un travail ?

## Fiche technique
- Titre français : Si seulement je pouvais hiberner
- Titre original : Baavgai Bolohson
- Réalisation : Zoljargal Purevdash
- Scénario : Zoljargal Purevdash
- Musique : Johanni Curtet
- Décors : Ariuntugs Tserempil
- Costumes : Ariunsetgel Tserempil
- Photographie : Davaanyam Delgerjargal
- Son : Zendmene-Erdene Ichinnoro
- Montage : Alexandra Strauss
- Société de production : Amygdala Films, Coproduction : Urban Factory (Fr)
- Langue originale : mongol
- Format : couleurs
- Durée : 96 minutes
- Dates de sortie : 
  - France : 21 mai 2023 (Festival de Cannes, sélection Un Certain Regard), 10 janvier 2024 (sortie nationale)

## Distribution
- Battsooj Uursaikh : Ulzii
- Nominjiguur Tsend : Tungaa, la soeur d'Ulzii
- Tuguldur Batsaikhan : Erkhemer, le frère cadet d'Ulzii
- Batmandakh Batchuluun : Garig, le benjamin
- Ganchimeg Sandagdorj : la mère d'Ulzii
- Batzorig Sukhbaatar : le professeur de physique
- Davaasamba Sharaw : le vieux voisin

## Sortie

### Accueil critique
En France, le site Allociné propose une moyenne de 3,6⁄5, d'après l'interprétation de 16 critiques de presse